# Olmotega cinerascens
Olmotega cinerascens är en skalbaggsart som beskrevs av Francis Polkinghorne Pascoe 1864. Olmotega cinerascens ingår i släktet Olmotega och familjen långhorningar. Inga underarter finns listade i Catalogue of Life.